# Nouveau Cynée

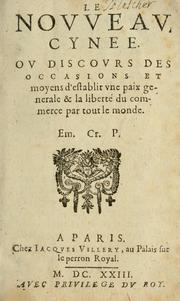
Un'edizione storica del Nouveau Cynée

Nouveau Cynée ou discours d'Estat - Represéntant les occasions et les moyens d'establir una paix génerale et la liberté du commerce par tout le monde è un'opera di Émeric Crucé. Pubblicata a Parigi nel 1623 il Nouveau Cynée fu uno dei testi più rappresentativi della pubblicistica francese dell'epoca sui progetti di pace.

## Una Società universale delle Nazioni
Nel "Nuovo Cinea"  si delineano i tratti di una "Società universale delle Nazioni" capace di rifiutare la guerra come mezzo per risolvere le controversie internazionali. In sostituzione del mezzo bellico Crucé teorizzò la nascita di un collegio arbitrale formato da delegati di ogni Stato europeo ed extraeuropeo, financo non cristiano). Questa società avrebbe inoltre previsto l'istituzione di una forza armata transnazionale che avrebbe coadiuvato gli Stati membri a sopprimere tentativi di insurrezione popolare. Il congresso permanente degli Stati avrebbe avuto sede a Venezia.

## Monarchia ed economia come pilastri della pace
Nel progetto di Crucé un ruolo fondamentale per il mantenimento della pace universale è l'affidamento dei popoli all'istituzione monarchica. Nel congresso permanente immaginato dal monaco francese titolari di seggi veri e propri sono solo gli Stati retti da monarchie, mentre gli Stati repubblicani avrebbero avuto diritto ad inviare delegati solo in qualità di “uditori” con diritto di voto limitato al solo caso di parità nelle votazioni ordinarie. Altro punto fondamentale dell'opera di Crucé è l'esaltazione del ruolo dell'economia e del commercio nella tutela dell'armonia delle nazioni.